# Terrence Jennings
Terrence Jennings (Arlington, 28 de julio de 1986) es un deportista estadounidense que compitió en taekwondo.
Participó en los Juegos Olímpicos de Londres 2012, obteniendo una medalla de bronce en la categoría de –68 kg. En los Juegos Panamericanos de 2011 consiguió una medalla de bronce.
Ganó dos medallas de bronce en el Campeonato Panamericano de Taekwondo, en los años 2004 y 2014.

## Palmarés internacional
| Juegos Olímpicos        | Juegos Olímpicos                | Juegos Olímpicos  | Juegos Olímpicos |
| Año                     | Lugar                           | Medalla           | Categoría        |
| ----------------------- | ------------------------------- | ----------------- | ---------------- |
| 2012                    | Londres (Reino Unido)           | Medalla de bronce | –68 kg           |
| Juegos Panamericanos    |                                 |                   |                  |
| Año                     | Lugar                           | Medalla           | Categoría        |
| 2011                    | Guadalajara (México)            | Medalla de bronce | –68 kg           |
| Campeonato Panamericano |                                 |                   |                  |
| Año                     | Lugar                           | Medalla           | Categoría        |
| 2004                    | Santo Domingo (Rep. Dominicana) | Medalla de bronce | –62 kg           |
| 2014                    | Aguascalientes (México)         | Medalla de bronce | –68 kg           |